# Yellow Cup Januar 2013
Der Yellow Cup ⅩⅬⅠ (Januar 2013) in der Schweizer Stadt Winterthur war der 41. Yellow Cup.

## Modus
In dieser Austragung spielten 4 Mannschaften im Modus «Jeder gegen jeden» mit je einem Spiel um den Cup. Bei Punktgleichheit entschied die bessere Tordifferenz, danach die Zahl der geschossenen Tore.

## Resultate

### Rangliste
| Pl. | Land       | Sp. | S | U | N | Tore    | Diff. | Punkte |
| --- | ---------- | --- | - | - | - | ------- | ----- | ------ |
| 1.  | Belarus    | 3   | 1 | 2 | 0 | 084:730 | +11   | 4      |
| 2.  | Schweiz    | 3   | 1 | 1 | 1 | 087:800 | +7    | 3      |
| 3.  | Katar      | 3   | 1 | 1 | 1 | 085:890 | −4    | 3      |
| 4.  | Österreich | 3   | 1 | 0 | 2 | 082:960 | −14   | 2      |

### Spiele
| 4. Januar 2013 19:00 Uhr | Schweiz                | 33:25        | Katar                                        | Eulachhalle Zuschauer: 700 Schiedsrichter: Gubica, Milošević |
| 4. Januar 2013 19:00 Uhr | meiste Tore: Kurth (8) | (15:18)      | meiste Tore: al-Krad, al-Rayes & Ramazan (5) | Eulachhalle Zuschauer: 700 Schiedsrichter: Gubica, Milošević |
| 4. Januar 2013 19:00 Uhr | Strafen: 2× 4×         | Spielbericht | Strafen: ?× 4×                               | Eulachhalle Zuschauer: 700 Schiedsrichter: Gubica, Milošević |

| 4. Januar 2013 21:00 Uhr | Österreich                       | 22:33        | Belarus                                    | Eulachhalle Zuschauer: 500 Schiedsrichter: Brunner, Salah |
| 4. Januar 2013 21:00 Uhr | meiste Tore: Božović, Papsch (5) | (10:18)      | meiste Tore: Knaizew, Rutenka & Shumak (4) | Eulachhalle Zuschauer: 500 Schiedsrichter: Brunner, Salah |
| 4. Januar 2013 21:00 Uhr | Strafen: ?× 5×                   | Spielbericht | Strafen: ?× 4×                             | Eulachhalle Zuschauer: 500 Schiedsrichter: Brunner, Salah |

| 5. Januar 2013 18:00 Uhr | Belarus      | 28:28 | Katar | Eulachhalle Zuschauer: 850 |
| 5. Januar 2013 18:00 Uhr | (15:14)      |       |       | Eulachhalle Zuschauer: 850 |
| 5. Januar 2013 18:00 Uhr | Spielbericht |       |       | Eulachhalle Zuschauer: 850 |

| 5. Januar 2013 20:15 Uhr | Schweiz                 | 31:32        | Österreich               | Eulachhalle Zuschauer: 1200 Schiedsrichter: Gubica, Milošević |
| 5. Januar 2013 20:15 Uhr | meiste Tore: Schmid (7) | (13:15)      | meiste Tore: Hermann (7) | Eulachhalle Zuschauer: 1200 Schiedsrichter: Gubica, Milošević |
| 5. Januar 2013 20:15 Uhr | Strafen: 3× 2×          | Spielbericht | Strafen: ?× 1×           | Eulachhalle Zuschauer: 1200 Schiedsrichter: Gubica, Milošević |

| 6. Januar 2013 13:30 Uhr | Katar        | 32:28 | Österreich | Eulachhalle Zuschauer: 500 |
| 6. Januar 2013 13:30 Uhr | (16:13)      |       |            | Eulachhalle Zuschauer: 500 |
| 6. Januar 2013 13:30 Uhr | Spielbericht |       |            | Eulachhalle Zuschauer: 500 |

| 6. Januar 2013 15:30 Uhr | Schweiz                  | 23:23         | Belarus                    | Eulachhalle Zuschauer: 1300 Schiedsrichter: Gubica, Milošević |
| 6. Januar 2013 15:30 Uhr | meiste Tore: Liniger (7) | (14:12)       | meiste Tore: Kamischik (5) | Eulachhalle Zuschauer: 1300 Schiedsrichter: Gubica, Milošević |
| 6. Januar 2013 15:30 Uhr | Strafen: 3× 5×           | {Spielbericht | Strafen: ?× 4×             | Eulachhalle Zuschauer: 1300 Schiedsrichter: Gubica, Milošević |

## Torschützenliste
Bei gleicher Anzahl von Treffern sind die Spieler alphabetisch geordnet.
| Pl. | Spieler         | Land       | Tore |
| --- | --------------- | ---------- | ---- |
| 1.  | Bassel al-Rayes | Katar      | 15   |
| 2.  | David Graubner  | Schweiz    | 14   |
| 3.  | Marco Kurth     | Schweiz    | 13   |
| 4.  | Marcel Hess     | Schweiz    | 12   |
| 4.  | Manuel Liniger  | Schweiz    | 12   |
| 4.  | Manuel Papsch   | Österreich | 12   |